# Styx: Master of Shadows
Styx: Master of Shadows es un videojuego de sigilo desarrollado por Cyanide Studio para Microsoft Windows, PlayStation 4 y Xbox One. El juego es una precuela, el segundo videojuego tendrá lugar en el mundo establecido por Orcos y Hombres en 2012.

## Argumento
Styx se infiltra en la torre de Akenash, una masiva fortaleza flotante sostenida por la magia del Árbol del Mundo, alrededor de la cual la fortaleza fue construida. Styx desea llegar al corazón del Árbol del Mundo y rescatar a un amigo encarcelado en la fortaleza, pero no sabe por qué quiere hacer estas cosas: tiene recuerdos confusos y oye una voz en su cabeza que lo empuja a hacerlo. Cuando finalmente libera a su "amigo", descubre que es un duende idéntico a sí mismo. El protagonista hasta este punto era de hecho un clon del verdadero Styx, que se ha permanecido en una cámara de interrogación todo ese tiempo.
El Styx original fue una vez un orco erudito que buscaba estudiar el árbol del mundo, y de alguna manera fue transformado por el ámbar mágico del árbol en el primer duende. Durante siglos ha estado escuchando las voces de los elfos que duermen entre las raíces del Árbol del Mundo. Los elfos comparten una mente colmena telepática, dado que ellos también son criaturas del ámbar, Styx puede oír sus voces sin poder evitarlo. Robar el corazón del Árbol del Mundo silenciará a los elfos para siempre y posiblemente le dará un medio para convertirse de nuevo en orco.
Uno de los regalos que el ámbar le dio Styx fue la habilidad de crear clones de sí mismo. Por lo general, estos clones son esclavos estúpidos, pero cuando Styx se infiltró en Akenash creó un clon con un grado excepcionalmente alto de libre albedrío y la capacidad de poder realizar tareas más difíciles sin guía, como rescatar a Styx en caso de que fuese capturado. El Styx original todavía considera que este clon es una herramienta desechable como todos los demás. Furioso, el clon jura destruir a los originales y encontrar una nueva vida por sí mismo.
Con la ayuda de un elfo, el clon rompe el control telepático que el Styx original tiene sobre él, después persigue al original hasta el corazón del Árbol del Mundo destruyudendo el Corazón. Tras lo cual se suicida saltando en el lago de ámbar de la base del árbol. Hordas de goblins, todos los clones imperfectos de Styx, emergen del ámbar y desmiembran al Styx Original. Este es el nacimiento de la raza goblin. 
Cuando el Árbol del Mundo muere, la magia que mantuvo Akenash flotando desaparece y la torre se estrella contra el suelo. Un clon emerge de las ruinas sin recuerdos, pero con su intelecto intacto y la única certidumbre de que su nombre es Styx.

## Jugabilidad
Styx: Master of Shadows es un juego de sigilo donde el jugador debe mantenerse en las sombras para sobrevivir. Styx tiene habilidades arcanas que le ayudan en sus expediciones, incluyendo la habilidad de hacerse invisible (también aparece en Of Orcs and Men), y la habilidad de usar la visión de ámbar para detectar enemigos y zonas ocultas. Su capacidad de clonarse a sí mismo a través de la magia le ofrece oportunidades para interrumpir la fórmula tradicional de juegos de sigilo. Le da al jugador un clon para propósitos tales como el scouting sin riesgo para crear una destraccion.
Guardias, soldados y otros protectores de la Torre adaptarán su comportamiento dinámicamente dependiendo de las acciones del jugador. Se debe mantener un perfil bajo y preparar un curso de acción de antemano, estudiar las patrullas de la guardia de cerca, utilizar las áreas de luz y sombra en su ventaja, atraer al objetivo a un área aislada para asesinarlo en silencio o crear "accidentes" para permanecer sin ser detectados. Styx: Master of Shadows también incluye la mecánica de juego RPG, es decir, cuanta más experiencia gana el jugador más habilidades, movimientos especiales y armas nuevas y letales serán desbloqueadas. Las habilidades están divididas en seis árboles de talento.

## Recepción
Styx: Master of Shadows recibió críticas de mixtas a positivas. Agregado a la página web de Metacritic, este le dio a la versión de Xbox One un 69/100 basado en 8 revisiones, a la versión de Microsoft Windows un 71/100 basada en 31 revisiones y la versión de PlayStation 4 un 70/100 basada en 9 revisiones.
Britton Peele de GameSpot se quejó de que el combate "se siente rígido y difícil de manejar, haciendo de la batalla una experiencia dolorosa gane o se pierda". William Murphy, del MMORPG, dijo que "nada es más frustrante en la aventura de Styx que su combate", aunque también señaló que "se siente estúpido de uasr el golpear como combate en un juego basado en sigilo." Sin embargo, algunas publicaciones elogiaron el sistema para desincentivar la confrontación. Geoff Thew de Hardcore Gamer dijo que Styx "hace asaltos completos casi imposibles, y te obliga a observar, pensar y planificar para avanzar". Thew continuó diciendo que, como un puro juego de sigilo, Styx ofrece "una tensión satisfactoria que pocos juegos pueden igualar", y elogió sus niveles por tener "mucha más profundidad que los entornos planos típicos del género", concluyendo que Styx es "Uno de los mejores títulos que el género [sigilo] tiene para ofrecer". Heather Newman de Venture Beat dijo que Styx es "verdaderamente absorbente para los fanáticos duros del sigilo a un precio de ganga", y aconsejó que debería "estar listo para grabar a menudo y morir mucho - siempre con una sonrisa en la cara".

## Secuela
La secuela del juego, titulada Styx: Shards of Darkness fue anunciada el 14 de octubre de 2015. Es impulsado por Unreal Engine 4, y tiene un presupuesto mayor que el original Master of Shadows. Fue lanzado a principios de 2017 para Microsoft Windows, PlayStation 4 y Xbox One.